# 南清
南 清（みなみ きよし、1856年6月3日（安政3年5月1日）-1904年（明治37年）1月3日）は日本の鉄道技術者および鉄道会社経営者。山陽鉄道、筑豊興業鉄道、播但鉄道などにおいて技師長・技術顧問・顧問技師を務める。また、阪鶴鉄道、唐津興業鉄道社長、鉄道協会(大阪)副会長を務める。

## 経歴
1856年（安政3年）、福島県会津に生まれる。父は会津藩士・南舎人(保定)、母は河原善左衛門の妹・竹子。南家は家禄100石で、長兄・三郎は戊辰戦争で討死、次兄・保は捕らえられたが赦され生還した。
上京し慶應義塾を経て工部省測量司の測量学校第２期生（有給見習）として入学し、師長コリン・マクヴェイン他から測量の理論と実務を学ぶ。1873年10月に工学寮工学校（のちの工部大学校）が開校すると、測量教師のライマー・ジョンズとともにそこに移る。1879年（明治12年）に工部大学校土木科を第1期生として卒業する。
なお学位は、後に工学博士を授与された。名を冠した南清博士奨励記念賞があり、同賞を秋山徳三郎が東京帝国大学工科大学土木学科を1919年（大正8年）に卒業した際に受賞している。
1880年（明治13年）から1883年（明治16年）まで、イギリスグラスゴー大学に国費留学する。グラスゴーでは、高峰譲吉、志田林三郎、高山直質と同居する。イギリスでは橋梁、築港工事に、スペインでは鉄道、給水工事に従事し、イギリス土木学会二等会員となる。
留学から帰国後、工部省御用掛になる。
1890年（明治23年）5月、山陽鉄道会社の技師長兼建築課長になる。1891年（明治24年）4月、社内の体制変更に伴い、技師長兼技術課長になる。同社において速水太郎などを指導する。日清戦争では中国地方の軍事輸送で功績を認められた。
1896年（明治29年）4月、阪鶴鉄道に移り、総務顧問兼技師長を務める。1897年（明治30年）4月、同社社長になる。1904年に死去するまで同職に在職する。
1896年（明治29年）、筑豊鉄道技師長村上享一と共同で、大阪に鉄道工務所を設立する。これは、鉄道および土木に関する測量、設計、工事監督、外国品注文、運輸上の商議に関わる業務に携わる組織である。
1898年（明治31年）4月、大阪に鉄道協会を発足させる。同年5月にその常議員となる。後に副会長になる。東京において1898年11月に発足した帝国鉄道協会と合併交渉にあたり、1899年（明治32年）7月、両協会は合併する。
1900年（明治33年）1月、唐津興業鉄道の社長に就任し九州鉄道との合併まで務める。1904年、海外視察旅行の準備中、突然倒れ、10日後亡くなった。
妻のとめ子は土佐藩少参事を務めた伴正順の次女である。

## 栄典
位階
- 1884年（明治17年）8月30日 - 正七位[7]
- 1886年（明治19年）7月8日 - 従六位[8]

勲章等
- 1889年（明治22年）11月29日 - 大日本帝国憲法発布記念章[9]